# República de Logone
A República de Logone, também conhecida como República de Dar El Kuti, é um Estado não reconhecido sendo parte internacionalmente reconhecida da República Centro-Africana. Foi declarado independente pela coalizão rebelde muçulmana Séléka em 14 de dezembro de 2015.

## Contexto
Em março de 2013, durante a Guerra Civil da República Centro-Africana, iniciada um ano antes, os rebeldes muçulmanos da Coalizão Séléka depuseram o governo do presidente cristão centro-africano François Bozizé, resultando em violência pelas milícias cristãs anti-balaka. A ONU enviou tropas da MINUSCA e agendou um referendo constitucional para 13 de dezembro de 2015 e eleições nacionais em 27 de dezembro, a fim de estabilizar o país. No entanto, Noureddine Adam, líder da Frente Popular para o Renascimento da República Centro-Africana (FPRC), uma das quatro milícias muçulmanas que integravam o Séléka, absteve-se das eleições programadas. Na sua opinião, muçulmanos e cristãos não podiam mais conviver juntos em um país.  Em 14 de dezembro de 2015, o porta-voz de Adam, Maouloud Moussa, proclamou a República de Logone no nordeste do país. Ele explicou que o movimento pretendia primeiramente obter autonomia dentro da República Centro-Africana e posteriormente independência absoluta.  Mais tarde, foi anunciado que o nome da nova república era "Dar El Kuti", em homenagem ao histórico Sultanato de Dar El Kuti.
Louisa Lombard, professora de antropologia na Universidade de Yale, explicou que é possível que a declaração de uma nova república seja uma tática de negociação para as próximas eleições ou um método para aumentar a influência e que os rebeldes realmente não acreditavam que era viável criar um novo Estado. 